# Wolkenreiter und Sohn
Wolkenreiter und Sohn ist ein deutsches Puppenspiel in zwei Teilen aus dem Jahr 1982. Das Spiel basiert auf der gleichnamigen Vorlage von Peter Marginter und wurde von der Augsburger Puppenkiste inszeniert.

## Handlung

### 1. Teil
Danubius Wolkenreiter ist betrübt: Keiner braucht mehr das äußerst feine, aber teure windgemahlene Mehl, das er mahlt. Auch sein Sohn Leopold „Poldi“ leidet darunter, denn wenn sein Vater nicht mehr mahlt, muss er eine Ausbildung bei dem Wassermüller Gluckser abschließen. Durch Zufall entdeckt Poldi einen alten fliegenden Teppich in seinem Zimmer. Zusammen mit seinem Kater Zabus macht sich Poldi auf den Weg in die Stadt, weil dort noch ein Zuckerbäcker mit windgemahlenem Mehl backt. Dieser könnte noch Interesse an dem Mehl der Wolkenreiters haben.

### 2. Teil
In der Stadt lernt Poldi die Tochter des Zuckerbäckers kennen, und zusammen mit ihrem Dackel Wasti und Zabus machen sie sich auf den Weg zu ihrem Vater. Er ist von dem windgemahlenen Mehl begeistert und möchte sich künftig von Poldis Vater beliefern lassen. Die Rückkehr nach Hause wird aber verzögert, weil der fliegende Teppich von einem Trödler gefunden und an den reichen Industriellen Güldenkalb verkauft wird. Zabus schleicht sich nachts in dessen Haus und kann ihn zurückholen. Im örtlichen Museum stoßen sie außerdem auf das fehlende Stück des fliegenden Teppichs.

## Hintergrund
- Wolkenreiter und Sohn wurde noch vor Katze mit Hut produziert, jedoch später ausgestrahlt.
- Beide Teile wurden jeweils am 17.- und am 24. Februar 1983 von 17:25 Uhr bis 17:50 Uhr in der ARD ausgestrahlt.
- Die Produktion wurde noch zu Lebzeiten Manfred Jennings geplant, jedoch erst nach seinem Tod ausgeführt.
- Auf Wunsch des Hessischen Rundfunks wurde das eigentlich als Spielfilm geplante Werk zum Zweiteiler.[1]

## Synchronisation
| Figur                                              | Sprecher                |
| -------------------------------------------------- | ----------------------- |
| Leopold „Poldi“ Wolkenreiter                       | Eike Hagen Schweikhardt |
| Zabus, sein Kater                                  | Ernst H. Hilbich        |
| Danubius Wolkenreiter, Müller und Vater von Poldi  | Gerhard Jentsch         |
| Gard Wolkenreiter, seine Frau und Mutter von Poldi | Monika Hessenberg       |
| Nina Malakoff                                      | Nina Weniger            |
| Wastl, ihr Dackel                                  | Herbert Meyer           |
| Prof. Alexander Malakoff, ihr Vater                | Sepp Strubel            |
| Pommfried von Güldenkalb                           | Sepp Wäsche             |
| Wenzel Dobosch                                     | Herbert Meyer           |
| Wassermüller Gluckser                              | Sepp Wäsche             |
| Zuckerbäcker                                       | Arno Bergler            |
| Laborant mit Doktor der Weizenkunde                | Hanns-Joachim Marschall |
| Museumswärter                                      | Arno Bergler            |
| Sennerin                                           | Margot Schellemann      |
| Genovefa, eine Kuh                                 | Sepp Strubel            |
| Seppi vom Untertal                                 | Willy Honegger          |
| Oberförster                                        | Sepp Strubel            |
| Stadtkatze                                         | Margot Schellemann      |
| Kassiererin                                        | Monika Hessenberg       |
| Kundin                                             | Margot Schellemann      |
| Bauer Kornlacher                                   | Hanns-Joachim Marschall |

## Medien
2007 erschien neben Aladin und seine Wunderlampe auch Wolkenreiter und Sohn auf einer DVD bei hr-Media. 2009 erschien die neue DVD bei S.A.D. Home Entertainment im Auftrag von hr-Media.